# Pod nazal

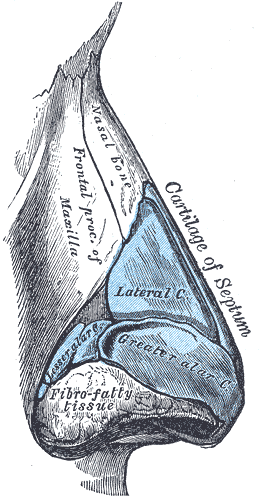
Podul nazal este partea osoasă a nasului, deasupra oaselor nazale, deasupra părții în albastru etichetată „Cartilaj de sept”.

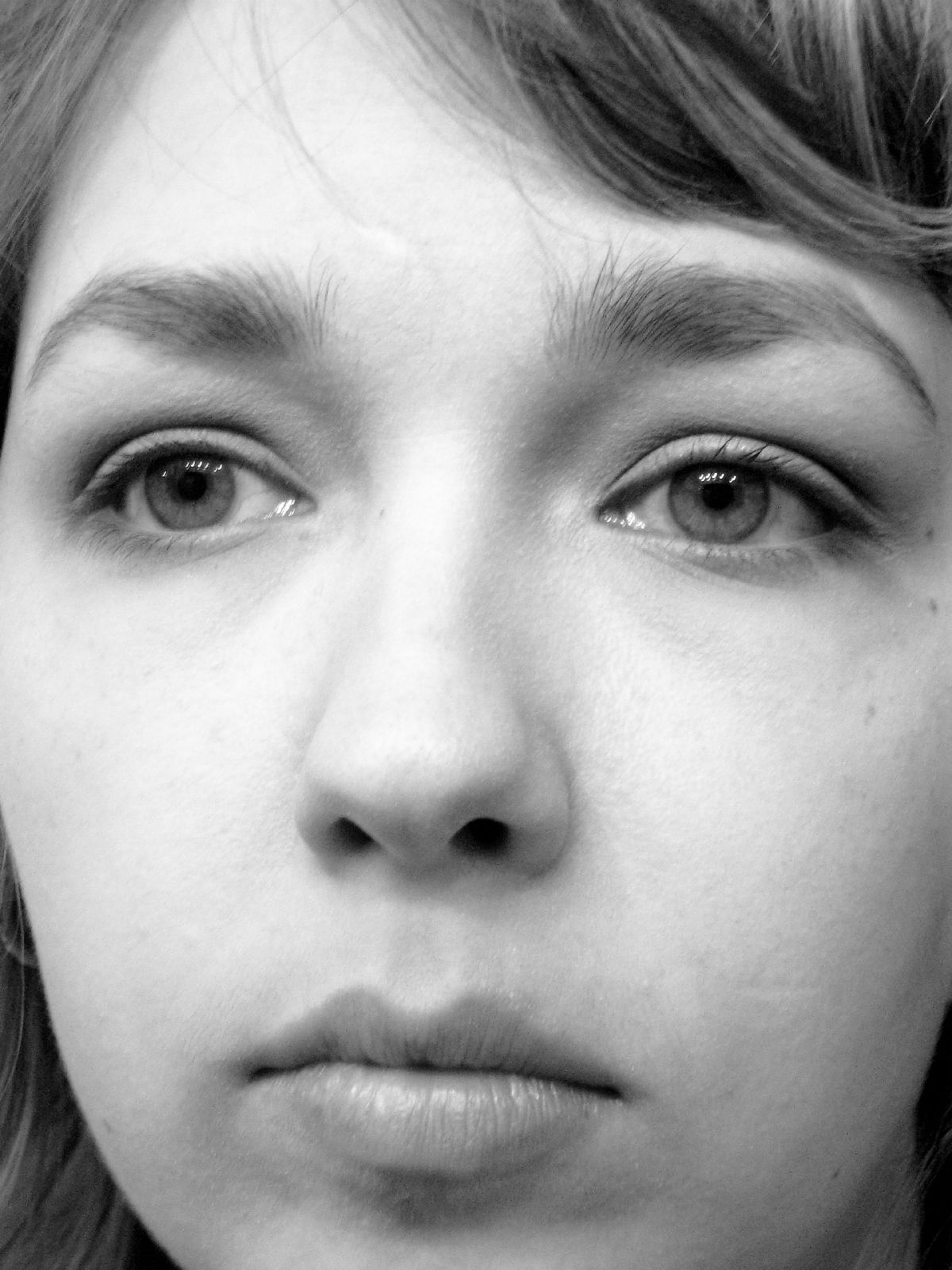
Puntea e între ochi și chiar sub ei. Jumătatea inferioară a nasului se află sub pod.

Podul nazal este partea superioară, osoasă a nasului uman, care supraalează  oasele nazale.

## Dismorfologie
Punțile nazale cu rădăcini joase sunt strâns asociate cu pliuri epicantice. Un pod nazal inferior este mai probabil să provoace  pliurile epicantice, și invers.
O punte nazală mai mică sau mai mare decât media poate fi un semn al diferitelor tulburări genetice, cum ar fi sindromul alcoolului fetal. Un pod nazal plat poate fi un semn al sindromului Down (Trisomia 21), Sindromul X fragil, 48, varianta XXXY sindromul Klinefelter, sau sindromul Bartarlla-Scott.
Un aspect al unui pod nazal lărgit poate fi văzut cu distopia cantusului, care este o deplasare laterală a interiorului cantusului ochilor. Distopia cantusului este asociată cu sindromul Waardenburg.